# Distrito Escolar Independiente de Aldine

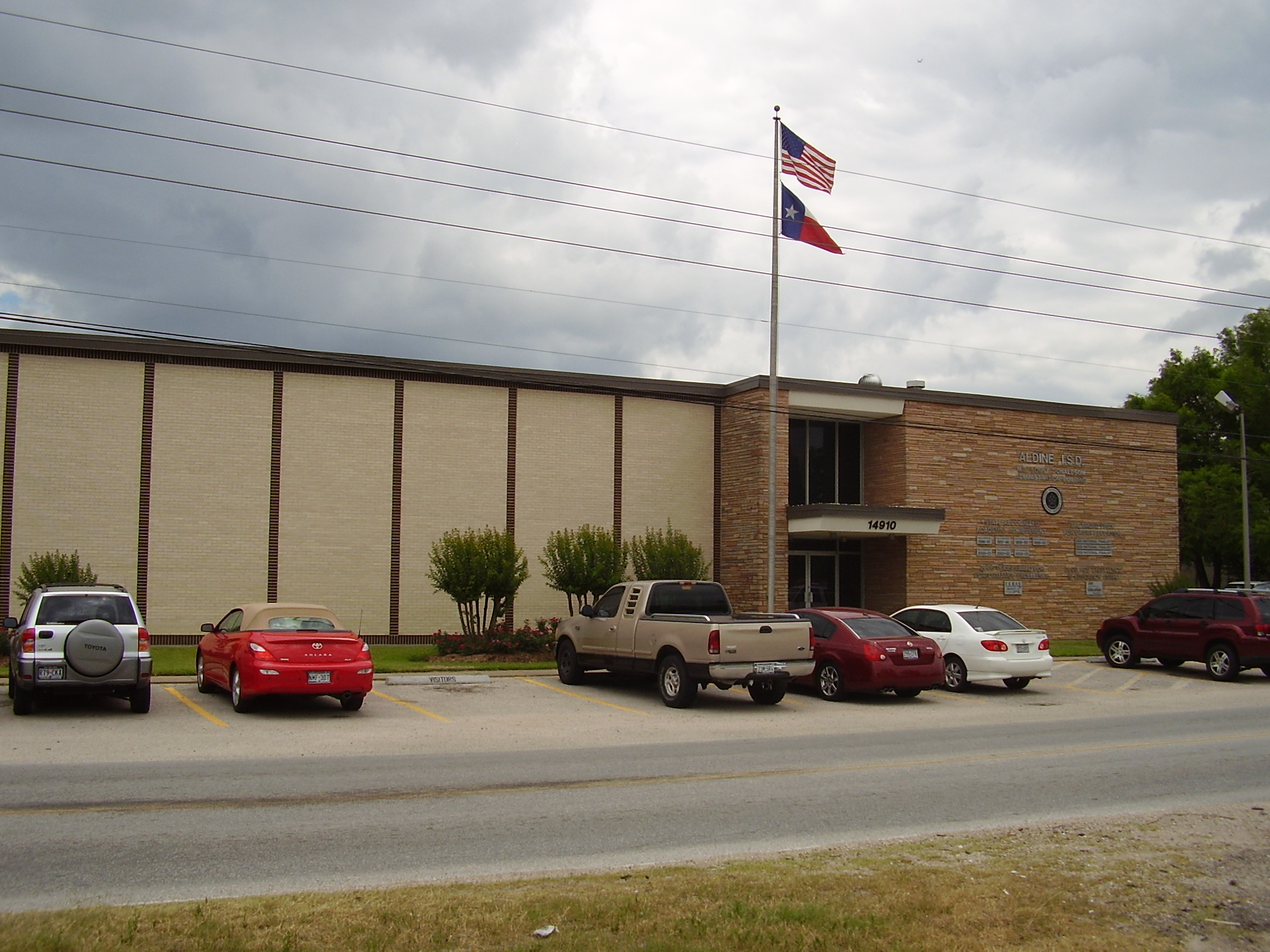
El ex-Edificio Administrativo M. B. Sonny Donaldson

Distrito Escolar Independiente de Aldine (Aldine Independent School District) es un distrito escolar de Texas. Tiene su sede en un área no incorporada del Condado de Harris, cerca de Houston. El distrito, con una superficie de 111 millas cuadradas en el norte del Condado de Harris, gestiona escuelas en Houston y áreas no incorporadas (incluyendo Aldine). En el 31 de octubre de 2008, Aldine ISD, el distrito escolar undécimo más grande de Texas, tuvo 62.055 estudiantes.

## Sede
La actual sede es el Edificio Educativo M. B. Sonny Donaldson (M.B. Sonny Donaldson Administration Building), un edificio de dos pisos en una área no incorporada en el Condado de Harris (Texas), al otro lado de la Nimitz High School. Aldine ISD adquirió el edificio en la primavera de 2015 a la empresa Baker Hughes y abrió este edificio en el 21 de marzo de 2016, con la ceremonia de dedicación en el 19 de abril de este año. El distrito compró el edificio con el presupuesto de operaciones generales.
La ex-sede (también el Edificio Educativo M. B. Sonny Donaldson) es en East Aldine. Sirve como la sede durante más de 50 años, y ahora tiene los departamentos de las carreras profesionales y técnicas y de los servicios Estudiantiles.

## Galería

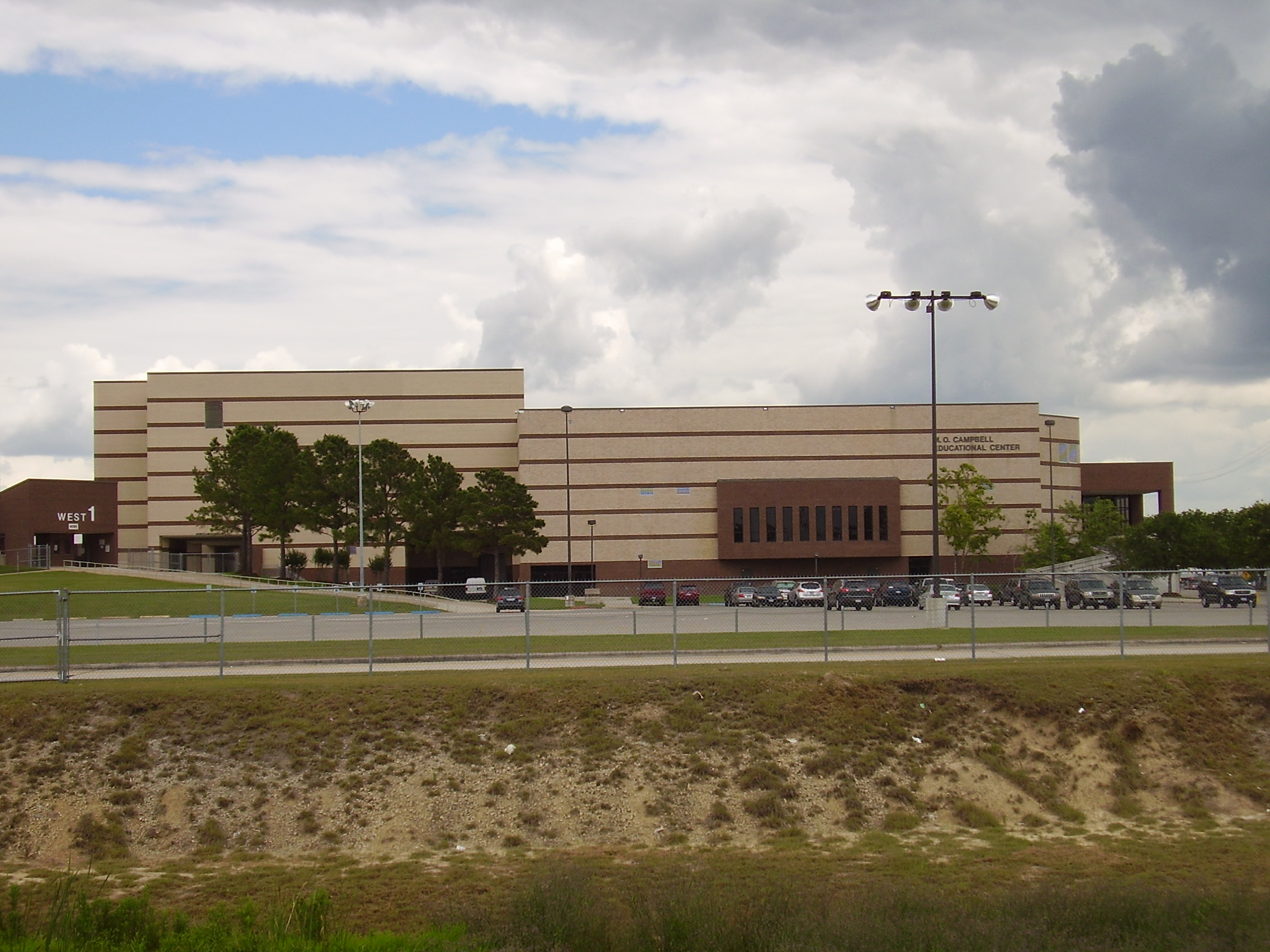
M. O. Campbell Educational Center
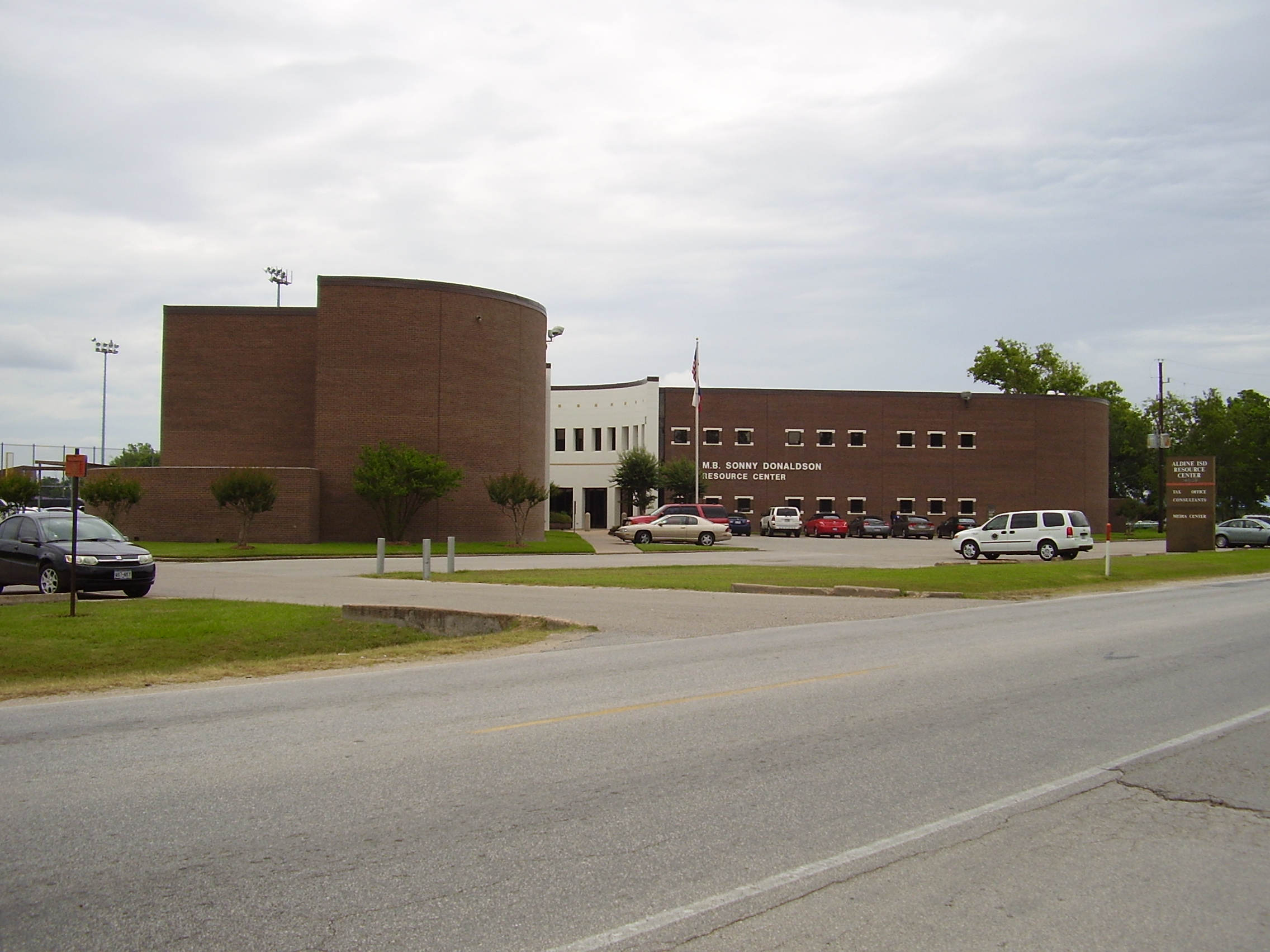
Centro de recursos M. B. Sonny Donaldson[7] (M. B. Sonny Donaldson Resource Center)
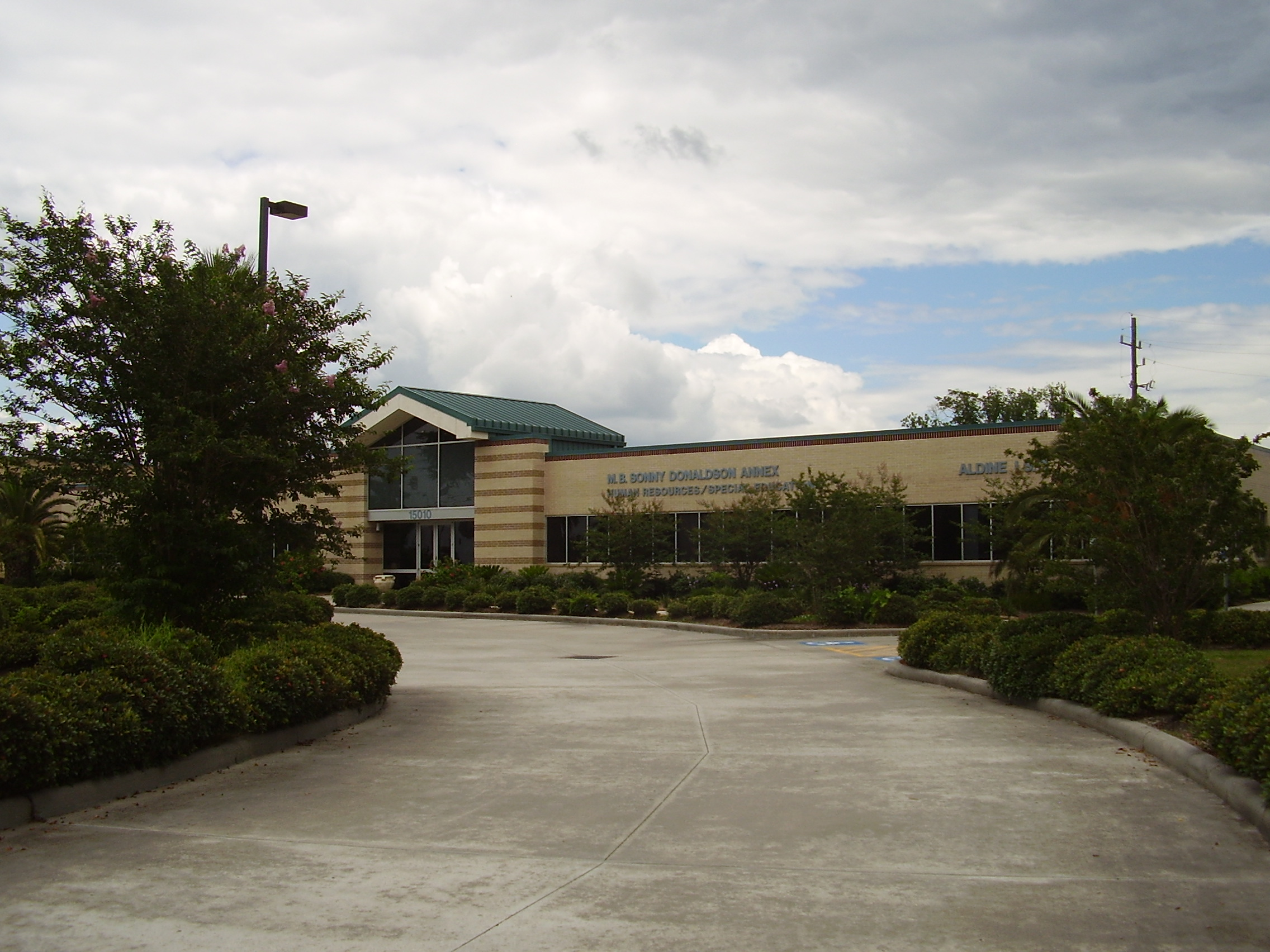
Anexo administrativo M. B. Sonny Donaldson[7] (M. B. Sonny Donaldson Annex)